# 北野 (札幌市)
北野（きたの）は北海道札幌市清田区にある地名。

## 地理
南側は国道36号の北縁、北側は東北通に接し、清田区の中では最も札幌市中心部へ近い位置にある。鉄道路線はなく、最寄りの駅は札幌市営地下鉄東西線南郷18丁目駅（札幌市白石区）か、札幌市営地下鉄東豊線福住駅（札幌市豊平区）である。北野のほぼ中心部を南北に清田通が通っており、交通量が多い。

## 歴史
もとは厚別北通（あしりべつきたどおり）と呼ばれたが、1944年（昭和19年）に厚別の北に広々と広がる原野という意味で「北野」と名付けられ、字名を変更した。
豊平町北野、札幌市豊平区北野などと所属する自治体や行政区を変え、現在は豊平区の分区によって清田区に所属する地区となる。

## 住所
| 町丁                | 郵便番号 |
| ------------------- | -------- |
| 北野1条1丁目～2丁目 | 004-0861 |
| 北野2条1丁目～3丁目 | 004-0862 |
| 北野3条1丁目～5丁目 | 004-0863 |
| 北野4条1丁目～5丁目 | 004-0864 |
| 北野5条1丁目～5丁目 | 004-0865 |
| 北野6条1丁目～5丁目 | 004-0866 |
| 北野7条1丁目～5丁目 | 004-0867 |

## 札幌市による施設
- 北野まちづくりセンター（北野4-2）

## 教育
- 市立札幌清田高等学校（北野3-4）
- 札幌市立北野中学校（北野2-3）
- 札幌市立北野台中学校（北野4-4）
- 札幌市立北野小学校（北野3-2）
- 札幌市立北野台小学校（北野4-5）
- 札幌市立北野平小学校（北野2-3）
- 札幌きたの幼稚園（北野6-5）
- 札幌しらかば幼稚園・保育園（北野5-2）
- 札幌北野保育園（北野7-4）
- 札幌杉の子保育園（北野4-3）

## 商業施設等
- スーパーアークス北野店（北野3-2）
- マックスバリュ北野店（北野7-3）
- 産直
  - 生鮮市場北野店（北野3-1）
  - シーフーズ北野店（北野3-1）
- カウボーイ北野店（北野6-2）
- ツルハドラッグ
  - 北野店（北野7-5）
  - 北野6条店（北野6-2）
- サツドラ北野6条店（北野6-2）
- サンドラッグ北野4条店（北野4-2）
- DCM北野通店（北野3-2）
- コメリパワー北野店（北野3-5）

## 企業・事業所等
- 金星自動車（金星ハイヤー）（北野1-1）
- 森永製菓北海道支店（北野1-1）